# Rose Bowl

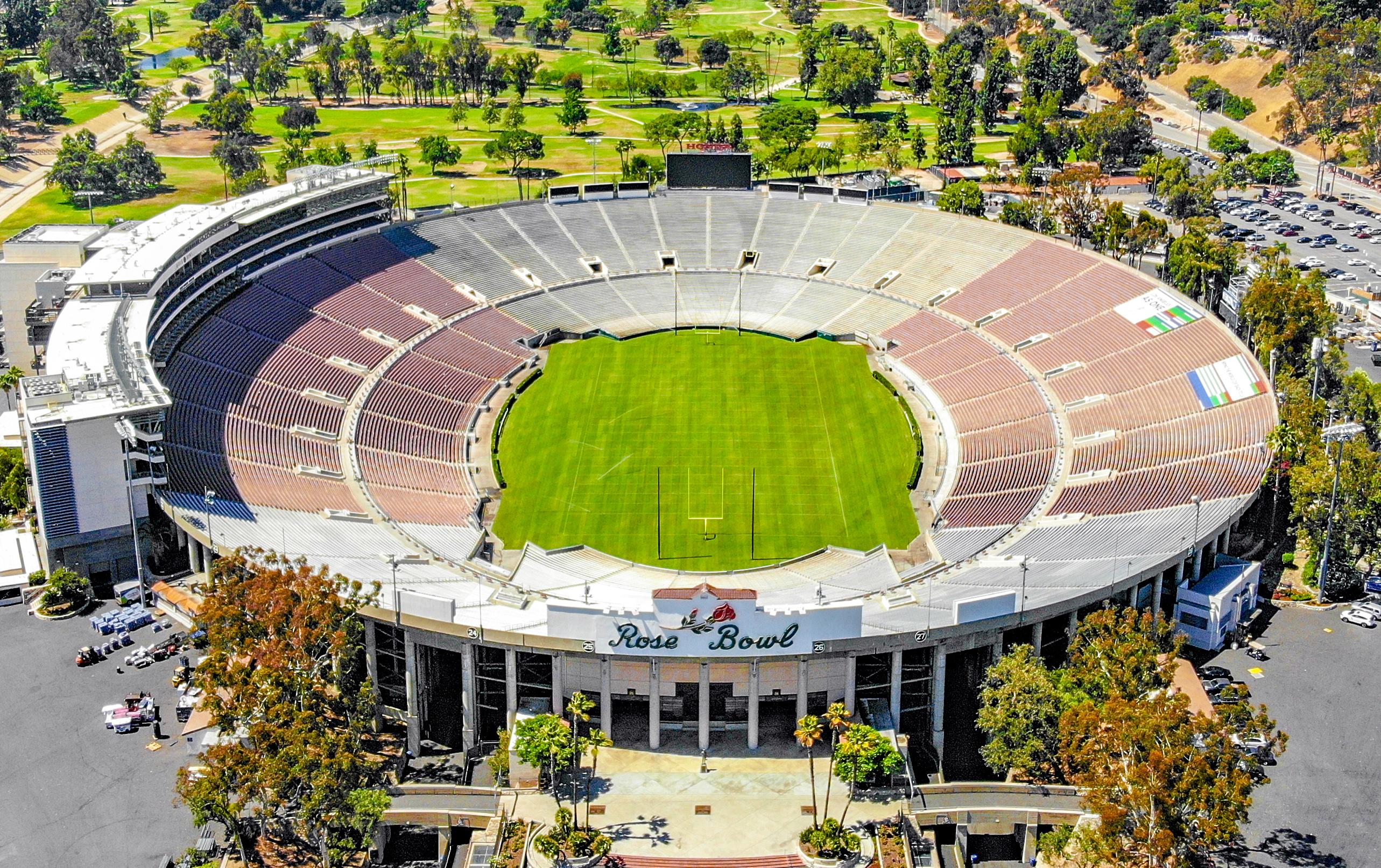
Rose Bowl

De Rose Bowl is een stadion in Pasadena, Californië waar voornamelijk American football en voetbal wordt gespeeld. Het stadion opende zijn deuren in 1922 en werd genoemd naar de Rose Bowl Game, de jaarlijkse college-footballwedstrijd die voor het eerst in 1902 op een andere locatie gespeeld werd. Het stadion is sinds 1982 de thuisbasis van de UCLA Bruins, het Americanfootballteam van de Universiteit van Californië. Het voetbalteam Los Angeles Galaxy speelde in het stadion sinds zijn oprichting in 1996 tot de verhuizing in 2003 naar The Home Depot Center. Het stadion was een van de locaties voor de Olympische Spelen van 1932 en 1984 en het was een van de locaties voor het wereldkampioenschap voetbal in 1994 en het wereldkampioenschap damesvoetbal in 1999. Tevens deed het stadion vijf keer dienst voor de Super Bowl. Het stadion is erkend als een National Historic Landmark.

## Rose Bowl
Sedert 1890 wordt er in Pasadena op nieuwjaarsdag de Rose Parade gehouden, een optocht met onder meer praalwagens. Op 1 januari 1902 werd er voor de eerste keer naast de festiviteiten een college-footballwedstrijd gehouden; later zou die bekend worden als de Rose Bowl Game. De eerste editie werd gewonnen door de Michigan Wolverines van de Universiteit van Michigan met een score van 49-0 tegen de Stanford Cardinals van de Stanford-universiteit en werd gespeeld op Tournament Park. Het duurde tot 1916 voordat er een tweede editie georganiseerd werd, maar sedertdien wordt er jaarlijks een wedstrijd georganiseerd op nieuwjaarsdag, met uitzondering dat die op een zondag valt, dan wordt de wedstrijd doorgaans op maandag gehouden. Nadat de Rose Bowl in 1922 zijn deuren geopend had, wordt de wedstrijd, vanaf 1923, in het stadion gehouden.

### Super Bowl
Vijf keer werd de Super Bowl, de grote finale van de National Football League, gespeeld in de Rose Bowl. De wedstrijd van 1977 was de eerste Super Bowl waarbij meer dan 100.000 toeschouwers aanwezig waren.
| Editie           | Datum           | Winnend team        | Score | Verliezend team   | Toeschouwers |
| ---------------- | --------------- | ------------------- | ----- | ----------------- | ------------ |
| Super Bowl XI    | 9 januari 1977  | Oakland Raiders     | 32–14 | Minnesota Vikings | 103.438      |
| Super Bowl XIV   | 20 januari 1980 | Pittsburgh Steelers | 31–19 | Los Angeles Rams  | 103.985      |
| Super Bowl XVII  | 30 januari 1983 | Washington Redskins | 27–17 | Miami Dolphins    | 103.667      |
| Super Bowl XXI   | 25 januari 1987 | New York Giants     | 39–20 | Denver Broncos    | 101.063      |
| Super Bowl XXVII | 31 januari 1993 | Dallas Cowboys      | 52–17 | Buffalo Bills     | 98.374       |

#### UCLA Bruins
Sinds 1982 is het stadion de thuishaven van de UCLA Bruins, het Americanfootballteam van de Universiteit van Californië nadat het van 1928 tot 1981 in het Los Angeles Memorial Coliseum had gespeeld. Het team boekte de volgende jaren succes met het winnen van de Rose Bowl Game in 1983, 1984 en 1986.

### Olympische Spelen
Het stadion was de locatie voor het baanwielrennen tijdens de Olympische spelen in 1932. Tijdens de Olympische spelen in 1984 werd het stadion gebruikt voor het voetbaltoernooi. Elf wedstrijden, inclusief de kleine finale en de finale werden in het stadion gespeeld. Frankrijk won de finale met 2-0 van Brazilië.
| Datum            | Team 1      | Score      | Team 2           | Fase          | Toeschouwers |
| ---------------- | ----------- | ---------- | ---------------- | ------------- | ------------ |
| 29 juli 1984     | Italië      | 1-0        | Egypte           | Groep D       | 37.430       |
| 30 juli 1984     | Brazilië    | 3-1        | Saudi Arabië     | Groep C       | 40.799       |
| 31 juli 1984     | Italië      | 1-0        | Verenigde Staten | Groep D       | 63.624       |
| 1 augustus 1984  | Marokko     | 1-0        | Saudi Arabië     | Groep C       | 36.909       |
| 2 augustus 1984  | Costa Rica  | 1-0        | Italië           | Groep D       | 41.291       |
| 3 augustus 1984  | Marokko     | 0-2        | Brazilië         | Groep C       | 49.355       |
| 5 augustus 1984  | Frankrijk   | 2-0        | Egypte           | Kwartfinale   | 66.228       |
| 6 augustus 1984  | Joegoslavië | 5-2        | West-Duitsland   | Kwartfinale   | 58.439       |
| 8 augustus 1984  | Frankrijk   | 4-2 (n.v.) | Joegoslavië      | Halve finale  | 97.451       |
| 10 augustus 1984 | Joegoslavië | 2-1        | Italië           | Kleine finale | 100.374      |
| 11 augustus 1984 | Frankrijk   | 2-0        | Brazilië         | Finale        | 101.799      |

### Voetbal
Het stadion was de thuisbasis voor de Los Angeles Galaxy van 1996 tot het in 2003 verhuisde naar The Home Depot Center. In 1998 werd de MLS Cup in het stadion gespeeld, die gewonnen werd door de Chicago Fire. In 2009 werd er een vriendschappelijke wedstrijd in het stadion gespeeld tussen Chelsea en Inter Milaan. Chelsea won de wedstrijd met 2-0.

#### WK Voetbal 1994
Tijdens het Wereldkampioenschap voetbal in 1994 werden acht wedstrijden in het stadion gespeeld. Onder die acht wedstrijden waren ook de halve finales en de finale.
| №  | Datum        | Wedstrijd                   | Uitslag          | Competitie             | Toeschouwers |
| -- | ------------ | --------------------------- | ---------------- | ---------------------- | ------------ |
| 1. | 18 juni 1994 | Colombia – Roemenië         | 1 – 3            | WK 1994 Groepsfase (A) | 93.586       |
| 2. | 19 juni 1994 | Kameroen – Zweden           | 2 – 2            | WK 1994 Groepsfase (B) | 93.194       |
| 3. | 22 juni 1994 | Verenigde Staten – Colombia | 2 – 1            | WK 1994 Groepsfase (A) | 93.869       |
| 4. | 26 juni 1994 | Verenigde Staten – Roemenië | 0 – 1            | WK 1994 Groepsfase (A) | 93.869       |
| 5. | 3 juli 1994  | Roemenië – Argentinië       | 3 – 2            | WK 1994 Achtste finale | 90.469       |
| 6. | 13 juli 1994 | Zweden – Brazilië           | 0 – 1            | WK 1994 Halve finale   | 91.856       |
| 7. | 16 juli 1994 | Zweden – Bulgarije          | 4 – 0            | WK 1994 Troostfinale   | 91.500       |
| 8. | 17 juli 1994 | Brazilië – Italië           | 0 – 0 Pen. (3–2) | Finale WK 1994         | 94.194       |

#### WK Damesvoetbal 1999
Het stadion was de locatie van vier wedstrijden uit het wereldkampioenschap damesvoetbal van 1999, inclusief de kleine finale en de finale, die door thuisland de Verenigde Staten na penalty’s van China gewonnen werd.
| № | Datum        | Wedstrijd                | Uitslag | Gold Cup     | Toeschouwers |
| - | ------------ | ------------------------ | ------- | ------------ | ------------ |
| 1 | 20 juni 1999 | Noord-Korea – Nigeria    | 1 – 2   | Groepsfase   | 17.100       |
| 2 | 24 juni 1999 | Duitsland – Italië       | 1 – 1   | Groepsfase   | 17.100       |
| 3 | 10 juli 1999 | Brazilië – Noorwegen     | 0 – 0   | Troostfinale | 90.185       |
| 4 | 10 juli 1999 | Verenigde Staten – China | 0 – 0   | Finale       | 90.185       |

#### CONCACAF Gold Cup
Dit stadion is verschillende keren uitgekozen als gaststadion tijdens een toernooi om de Gold Cup, het voetbaltoernooi voor landenteams van de CONCACAF. Tijdens de CONCACAF Gold Cup van 1991, 2002, 2011, 2013, 2017 en 2019 was dit stadion een van de stadions waar voetbalwedstrijden werden gespeeld. In 2002 werd hier de finale gespeeld tussen de Verenigde Staten en Costa Rica. In 2011 werd de finale gespeeld tussen de Verenigde Staten en Mexico, dit keer won het Mexicaanse elftal. Ook in 2017 werd dit stadion gebruikt, dit keer voor de halve finale tussen Mexico en Jamaica.
| 1  | 29 juni 1991    | Costa Rica – Guatemala                | 2 – 0 | Groepsfase   | 18.435 |  |  |
| 2  | 29 juni 1991    | Verenigde Staten – Trinidad en Tobago | 2 – 1 | Groepsfase   | 18.435 |  |  |
| 3  | 1 juli 1991     | Trinidad en Tobago – Costa Rica       | 2 – 1 | Groepsfase   | 6.344  |  |  |
| 4  | 1 juli 1991     | Verenigde Staten – Guatemala          | 3 – 0 | Groepsfase   | 6.344  |  |  |
| 5  | 3 juli 1991     | Trinidad en Tobago – Guatemala        | 0 – 1 | Groepsfase   | 36.703 |  |  |
| 6  | 3 juli 1991     | Verenigde Staten – Costa Rica         | 3 – 2 | Groepsfase   | 36.703 |  |  |
|    |                 |                                       |       |              |        |  |  |
| 7  | 18 januari 2002 | El Salvador – Mexico                  | 0 – 1 | Groepsfase   | 42.117 |  |  |
| 8  | 18 januari 2002 | Verenigde Staten – Zuid-Korea         | 2 – 1 | Groepsfase   | 42.117 |  |  |
| 9  | 20 januari 2002 | Mexico – Guatemala                    | 3 – 1 | Groepsfase   | 31.244 |  |  |
| 10 | 20 januari 2002 | Cuba – Verenigde Staten               | 0 – 1 | Groepsfase   | 31.244 |  |  |
| 11 | 22 januari 2002 | Guatemala – El Salvador               | 0 – 1 | Groepsfase   | 12.906 |  |  |
| 12 | 22 januari 2002 | Zuid-Korea – Cuba                     | 0 – 0 | Groepsfase   | 12.906 |  |  |
| 13 | 27 januari 2002 | Mexico – Zuid-Korea                   | 0 – 0 | Kwartfinale  | 31.628 |  |  |
| 14 | 27 januari 2002 | Verenigde Staten – El Salvador        | 4 – 0 | Kwartfinale  | 31.628 |  |  |
| 15 | 30 januari 2002 | Costa Rica – Zuid-Korea               | 3 – 1 | Halve finale | 7.241  |  |  |
| 16 | 30 januari 2002 | Canada – Verenigde Staten             | 0 – 0 | Halve finale | 7.241  |  |  |
| 17 | 2 februari 2002 | Canada – Zuid-Korea                   | 2 – 1 | Troostfinale | 14.432 |  |  |
| 18 | 2 februari 2002 | Verenigde Staten – Costa Rica         | 2 – 0 | Finale       | 14.432 |  |  |
|    |                 |                                       |       |              |        |  |  |
| 19 | 25 juni 2011    | Verenigde Staten – Mexico             | 2 – 4 | Finale       | 93.420 |  |  |
|    |                 |                                       |       |              |        |  |  |
| 20 | 7 juli 2013     | Canada – Martinique                   | 0 – 1 | Groepsfase   | 56.822 |  |  |
| 21 | 7 juli 2013     | Mexico – Panama                       | 1 – 2 | Groepsfase   | 56.822 |  |  |
|    |                 |                                       |       |              |        |  |  |
| 22 | 23 juli 2017    | Mexico – Jamaica                      | 0 – 1 | Halve finale | 42.393 |  |  |
|    |                 |                                       |       |              |        |  |  |
| 23 | 15 juni 2019    | Canada – Martinique                   | 4 – 0 | Groepsfase   | 65.527 |  |  |
| 24 | 15 juni 2019    | Mexico – Cuba                         | 7 – 0 | Groepsfase   | 65.527 |  |  |